# Mésange à joues jaunes
Machlolophus xanthogenys
Espèce
Statut de conservation UICN

 LC  : Préoccupation mineure
La Mésange à joues jaunes (Machlolophus xanthogenys) est une espèce d'oiseaux de la famille des Paridae.
Son aire s'étend à travers l'Himalaya.